# Alice Bailly
Alice Bailly (Ginebra, 1872 - 1938) va ser una pintora suïssa. Va estar propera als moviments d'avantguarda de principis del segle xx (cubisme, dadaisme) que ella va contribuir a divulgar en la Suïssa francòfona.
Va estudiar a l'escola de Belles arts de Ginebra i després a Múnic. Va estar a París el 1906 i, el 1914, va idear les wool paintings («pintures de llana»), terme que va encunyar per evitar que els seus quadres «pintats amb llana», fossin qualificats com a brodats. Va quedar-se a Suïssa amb l'esclat de la Primera Guerra Mundial. Va fixar la seua residència de Lausana l'any 1923, però va conservar un apartament a París fins a 1936.
El 1946 es va crear la Fundació Alice Bailly per sostenir a joves artistes suïssos i francesos.